# Suimanga gorjablau
El suimanga gorjablau (Cyanomitra cyanolaema) és un ocell de la família dels nectarínids (Nectariniidae).

## Hàbitat i distribució
Habita boscos i vegetació secundària de Sierra Leone, sud-est de Guinea, Libèria, Costa d'Ivori, Ghana, Togo, Nigèria, Camerun, l'illa de Bioko, Guinea Equatorial, el Gabon, República del Congo, nord i nord-est de la República Democràtica del Congo, oest i centre d'Uganda, Ruanda i oest de Kenya i cap al sud fins nord-oest i nord-est d'Angola, sud-oest, sud i est de la República Democràtica del Congo i nord-oest de Tanzània.